# Die junge Katharina
Die junge Katharina (Young Catherine) ist eine zweiteilige, für das Fernsehen produzierte US-amerikanisch-sowjetisch-kanadische Filmbiografie der Zarin Katharina II. von Michael Anderson aus dem Jahr 1991. In der Haupt- und Titelrolle ist Julia Ormond zu sehen.

## Handlung
Der Film erzählt die jungen Jahre der späteren Zarin Katharina II., der deutschen Prinzessin Sophie Auguste Friederike von Anhalt-Zerbst-Dornburg. Sie wird nach Russland eingeladen, wo sie den Thronfolger heiraten soll. Auf dem Weg dorthin halten sich die Prinzessin und ihre Mutter in Berlin auf, wo sie von König Friedrich II. empfangen werden. Der König hofft auf mehr Einfluss in Russland. Die Begleitung der Prinzessin übernimmt der junge Graf Orlow.
Die junge Prinzessin gefällt der regierenden Zarin und findet in dem englischen Gesandten Sir Charles einen treuen Freund. Einem vom Grafen Vorontsov initiierten Giftanschlag entgeht sie mit deren Eingreifen nur knapp. Sie nimmt die russisch-orthodoxe Religion an und wird Jekaterina Alexejewna genannt. Sie heiratet im Jahr 1745 den russischen Thronfolger Peter Fjodorowitsch. Dieser hegt eine Vorliebe für alles preußisch-militärische und verhält sich in höchstem Maße kindisch. Russland hasst er, umso mehr, als er an den Blattern erkrankt, die ihn körperlich entstellen und bei ihm einen Geistesumschwung verursachen, der ihn verbittert macht und seinem kindischen Verhalten ein Ende setzt. Freute er sich vorher wie ein Kind, als die Zarin ihm erlaubt, auf eigene Kosten eine Truppenabteilung aufzustellen, die unter seinen Befehlen exerziert, und tötet er im Beisein seiner Freunde gefangene Insekten unter dem Vorwurf des Hochverrats, so ist es nun sein Ziel, es dem Land „heimzuzahlen“.
Die Ehe bleibt zunächst jahrelang kinderlos, da der Großfürst das Bett Katharinas nicht aufsucht. Aus Anlass eines von der Zarin angeordneten privaten Rückzugs des Großfürstenpaars nimmt sich Katharina mit stillschweigender Billigung der Zarin den Grafen Orlow zum Liebhaber. Bald tritt die erhoffte Schwangerschaft ein. Peters Phimose wird im Zustand der Trunkenheit behandelt. Im Soldatenkostüm gelingt es der Großfürstin, den körperlichen Vollzug der Ehe zu erreichen.
Den Sohn Paul nimmt die Zarin in ihre Obhut. Graf Vorontsov führt dem Großfürsten Peter seine Nichte Deshkova zu, die dessen Mätresse wird. Nach dem Tod Kaiserin Elisabeths wird Peter der neue Zar. Katharina organisiert mit Hilfe Orlows und der Kirche ein Komplott, wobei sie auf die Unterstützung des Volkes bauen kann. Hierbei tritt Katharina selbst an der Spitze einer Gardetruppe den gegnerischen Soldaten entgegen, die daraufhin überlaufen. Vorontsov sucht Unterstützung bei Preußen. Peter III. wird entmachtet und von Orlow getötet. Katharina wird Zarin.

## Kritiken
- Das Lexikon des internationalen Films meinte, der Film sei ein auf „aufwendige Äußerlichkeiten konzentrierter zweiteiliger Kostümfilm“ und „ein eher auf Schauwerte bedachter Bilderbogen.“[1]
- TV Spielfilm bezeichnete den Zweiteiler als „opulente Starschau vor prächtiger Kulisse“[2] und „starbesetztes, kinoreifes TV-Epos“.[3]
- Die Zeitschrift Prisma lobte die Besetzung der Rollen.[4]

## Auszeichnungen
Vanessa Redgrave und die Kostümdesignerin Larisa Konnikova wurden im Jahr 1991 für Emmy Awards nominiert. Der zweiteilige Fernsehfilm wurde 1992 als Beste Miniserie des Genres Drama mit dem Gemini Award ausgezeichnet. Larisa Konnikova, Julia Ormond, das Produktionsdesign und die Kameraarbeit wurden für den Gemini Award nominiert.

## Hintergründe
Der Film entstand an Originalschauplätzen in der damaligen Sowjetunion, Produktionsfirma auf sowjetischer Seite war die Leningrader Lenfilm. Für die Szenen, die in Anhalt-Zerbst spielen, verwendete man ebenfalls Schauplätze in und um das damalige Leningrad.